# Дюрссен, Густаф
Густаф Педер Вильхельм Дюрссен (швед. Gustaf Peder Wilhelm Dyrssen, 24 ноября 1891 — 13 мая 1981) — шведский военный (в 1957 году стал генерал-лейтенантом), спортсмен (пятиборец и фехтовальщик), олимпийский чемпион, призёр чемпионатов мира.

## Биография
Родился в 1891 году в Стокгольме в семье адмирала Вильгельма Дюрссена, стал профессиональным военным.
В 1920 году на Олимпийских играх в Антверпене стал чемпионом в состязаниях по современному пятиборью. В 1924 году на Олимпийских играх в Париже стал серебряным призёром в состязаниях по современному пятиборью, а в соревнованиях по фехтованию на шпагах выступил неудачно. В 1928 году вновь принял участие в соревнованиях по фехтованию на шпагах на Олимпийских играх в Амстердаме, но опять неудачно. В 1931 и 1933 годах становился бронзовым призёром Международного первенства по фехтованию, на Международном первенстве по фехтованию 1934 года завоевал серебряную и бронзовую медали. В 1935 году вновь получил серебряную медаль Международного первенства по фехтованию. В 1936 году стал серебряным призёром на состязаниях по фехтованию на шпагах на Олимпийских играх в Берлине.
В 1937 году завоевал бронзовую медаль на первом в истории официальном чемпионате мира по фехтованию (одновременно Международная федерация фехтования задним числом признала чемпионатами мира все проходившие ранее Международные первенства по фехтованию). На чемпионате мира 1938 года стал обладателем серебряной медали.
В 1949—1960 годах возглавлял Международный союз по современному пятиборью. В 1952—1970 годах был членом Международного Олимпийского комитета.